# Berlinboxx
Das Business Magazin Berlinboxx (Eigenschreibweise BERLINboxx) ist ein alle zwei Monate erscheinendes Print-Magazin der Business Network Marketing- und Verlagsgesellschaft mbH. Schwerpunkte sind Wirtschaft, Immobilien und Politik in Berlin und Brandenburg.

## Geschichte
Seit 2001 erscheint das Magazin. Anfänglich wurde es durch den Gründer Werner Plötz monatlich von der DIB Deutsche Informationsbörse AG herausgegeben. Drei Jahre später übernahm es die Business Network Marketing- und Verlagsgesellschaft mbH, unter welcher das Magazin seitdem zweimonatlich erscheint.

### Chefredakteure und Chefredakteurinnen
Quelle: 20-jähriges Jubiläum von Berlinboxx
- Dieter Wuschick, 2001 – 2006
- Robert Ummen, 2007 – 2008
- Ingolf Neunübel, 2009 – 2017
- Christin Richter, 2017 – 2019
- Angela Wiechula, 2019 – 2022
- Eberhard Vogt, seit März 2022

## Inhalte
Ziel der Macher von Berlinboxx ist es, eine Anlauf- und Kommunikationsschnittstelle für Akteure aus Wirtschaft und Politik in der Hauptstadtregion Berlin/Brandenburg zu bieten. Publiziert werden daher Artikel, die sich mit derartigen aktuellen, aber auch historischen Themen zu Berlin und Brandenburg beschäftigen. Darüber hinaus werden Beiträge zu gesellschaftlichen Ereignissen der Region veröffentlicht.
Die erste Ausgabe eines Jahres enthält seit dem Jahr 2012 eine Top 70, in der in sieben Kategorien Politiker, Unternehmer, Wissenschaftler und Kreative der Berliner Gesellschaft präsentiert werden.
Einen großen Teil der Zeitschrift nehmen aktuelle Termine zu Veranstaltungen ein. Diese werden parallel zur Printausgabe auf der Webseite tagesaktuell veröffentlicht. Zusätzlich betreibt das Magazin auch die Social-Media-Kanäle LinkedIn, Instagram und Twitter.

## Einfluss
Durch die direkte Zustellung der Berlinboxx an die Abgeordneten des Deutschen Bundestages, der Landtage Berlin und Brandenburg, die Vertretungen der Länder sowie an alle Spitzenverbände der deutschen Wirtschaft, Industrie und Handelskammern, Botschaften, Wissenschaftseinrichtungen usw. hat Berlinboxx einen großen Einfluss auf die deutsche Politik und Wirtschaft.
Das Magazin ist auch außerhalb Berlins verbreitet, zum Beispiel in Wahlkreisen von Abgeordneten, bei EU-Institutionen und deutschen Botschaften im europäischen Ausland.